# Клятви
Клятви (або Клітви, Кльонтви, пол. Klątwy) — село в Польщі, у гміні Тишівці Томашівського повіту Люблінського воєводства. Населення — 330 осіб (2021).

## Історія
1620 року вперше згадується православна церква в селі.
За даними етнографічної експедиції 1869—1870 років під керівництвом Павла Чубинського, у селі здебільшого проживали греко-католики, усе населення розмовляло українською мовою. 1872 року місцева греко-католицька парафія налічувала 548 вірян.
23 червня 1938 року польська влада в рамках великої акції руйнування українських храмів на Холмщині і Підляшші знищила місцеву православну церкву.
У 1975—1998 роках село належало до Замойського воєводства.

## Населення
Демографічна структура станом на 31 березня 2011 року:
|          | Загалом | Допрацездатний вік | Працездатний вік | Постпрацездатний вік |
| -------- | ------- | ------------------ | ---------------- | -------------------- |
| Чоловіки | 185     | 38                 | 119              | 28                   |
| Жінки    | 181     | 44                 | 93               | 44                   |
| Разом    | 366     | 82                 | 212              | 72                   |